# ملف إعداد
(بالإنجليزية: Configuration file)‏ في الحوسبة، ملفات الإعداد أو ملفات التهيئة هي التي تقوم بتكوين وتجهيز الإعدادات الأولية لبعض برامج الحاسوب. وتستخدم ملفات الإعداد لتكوين إعدادات البرمجيات التطبيقية الخاصة بالمستخدم. ولإعداد عمليات الخادم وضبط نظام التشغيل. انه ملف يكون فيه نصوص عن كيفية عمل البرنامج وإعدادات المستخدم، وفي الغالب يكتب بترميز اسكي (نادرًا بالترميز العالمي UTF-8)، ويمكن اعتبار هذه الملفات قاعدة بيانات بسيطة.

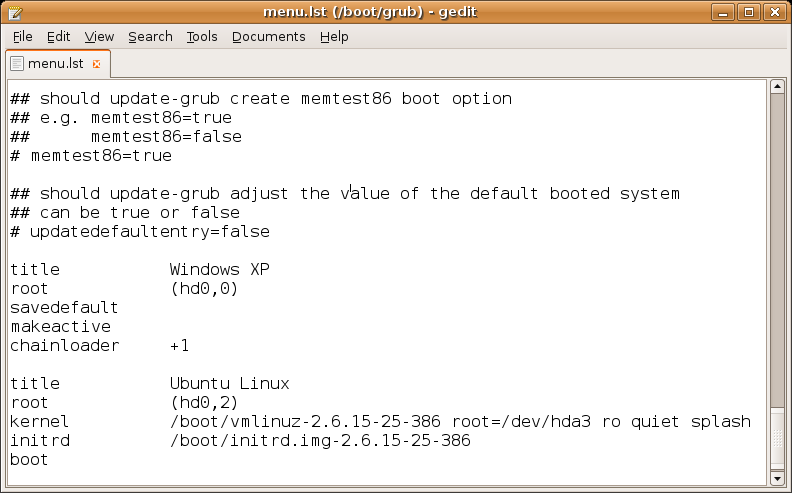
ملف إعداد جنو جرب يجري تعديله ببرنامج جي إديت. هذا الملف يحتوي على قائمة انظمة التشغيل, التي تظهر للمستخدم قبل عملية الإقلاع ليختار المستخدم النظام الذي يريد الإقلاع به.

بعض التطبيقات توفر الأدوات اللازمة لإنشاء، تعديل، والتحقق من تركيب الجمل في ملفات الإعداد تلك، عن طريق الواجهة الرسومية في بعض الأحيان. في البرامج الأخرى يتطلب من أن يقوم مسؤولو النظام بإنشاء ملفات الأعداد يدويًّا باستخدام محرر نصوص.
من أجل ضبط عمليات الخادم ونظام التشغيل، غالبًا ما يكون هناك أداة قياسية، ويمكن أن تقوم أنظمة التشغيل بتوفير أداة خاصة بواجهة رسومية تقوم بعملية توليد ملفات الإعداد تلقائيًّا. مثل ياست وديبكونف (بالإنجليزية: debconf)‏